# American Family Field
L'American Family Field (connu sous le nom de Miller Park entre 2001 et 2020) est un stade de baseball situé près du site de l'ancien Milwaukee County Stadium (aujourd'hui démoli) au sud-ouest de l'intersection entre l'Interstate 94, U.S. Highway 41 et Miller Park Way (Wisconsin Highway 341) à l'ouest de Milwaukee dans le Wisconsin.
C'est là que joue l'équipe de baseball de la ville, les Brewers de Milwaukee, depuis l'année 2001. Ils évoluent dans la Ligue nationale en Ligue majeure de baseball. Le stade a une capacité de 41 900 places et dispose de 70 suites de luxe.

## Histoire
Pendant plus de trois décennies les Brewers de Milwaukee ont joué dans le vétuste Milwaukee County Stadium. L'organisation des Brewers a commencé à faire pression sur la ville dans les années 1980 pour obtenir un nouveau stade et remplacer le County Stadium. Après des années de débats et de discussions sur le projet, la construction d'un nouveau terrain à toit ouvrant est approuvée en 1996. Le chantier a commencé le 22 octobre 1996 et la cérémonie officielle se déroula le 9 novembre 1996. Les architectes chargés du projet sont des firmes HKS, NBBJ et Eppstein Uhen. Le bâtiment a été bâti pour $400 millions de dollars dont $310 millions (77,5 %) financés par les taxes du comté et $90 millions (22,5 %) par les propriétaires des Brewers. Pendant les années d'édification, les spectateurs du County Stadium pouvaient observer le nouveau stade se lever car il a été bâti juste à côté. Le chantier fut retardé et la cérémonie d'ouverture qui devait être organisée en avril 2000 a été repoussée après que trois ouvriers aient été tués dans un accident tragique le 14 juillet 1999 (la grue surnommée "Big Blue" s'est écroulée alors qu'elle soulevait une section du toit de 400 tonnes) provoquant entre $50 millions et $75 millions de dollars de dégâts. Une statue commémorant l'événement est maintenant installée entre l'entrée du Miller Park et le Helfaer Field. En 1997, la société Miller Brewing Company, qui est basée à Milwaukee, a acheté les droits d'appellation du bâtiment pour $41,2 millions de dollars sur 20 ans. Les propriétaires de l'installation sont Southeast Wisconsin Professional Baseball District (64 %) et les Brewers de Milwaukee (36 %). La pelouse naturelle qui occupe la surface du stade a été installée le 10 mars 2001.
Le 30 mars 2001, le stade ouvre ses portes pour la première fois lors d'un match amical entre les Brewers et les White Sox de Chicago. Le 6 avril 2001, il est officiellement inauguré avec le premier lancer cérémonial exécuté par le Président George W. Bush durant une rencontre entre les Brewers de Milwaukee et les Reds de Cincinnati (victoire 5 à 4 de Milwaukee).
Le 9 juillet 2002, le Miller Park était l'hôte du Match des étoiles de la Ligue majeure de baseball 2002 qui s'est terminé par un tie (égalité 7 à 7) à cause d'un nombre insuffisant de joueurs (les deux équipes n'avaient plus de lanceurs).
L'enceinte a servi de lieu de tournage pour le film Mr. 3000 avec Bernie Mac.
Les Brewers ont fait des rénovations au Park avant la campagne 2006 en ajoutant deux tableaux d'affichage video, un dans le champ gauche et un sur le deuxième niveau du stade, ainsi qu'un secteur de pique-nique dans le champ droit, raccourcissant la distance de la right-field fence.
En avril 2007, les Indians de Cleveland ont joué une série contre les Angels de Los Angeles d'Anaheim au Miller Park à cause d'une tempête de neige à Cleveland qui rendait impossible les matchs.

### Liens externes

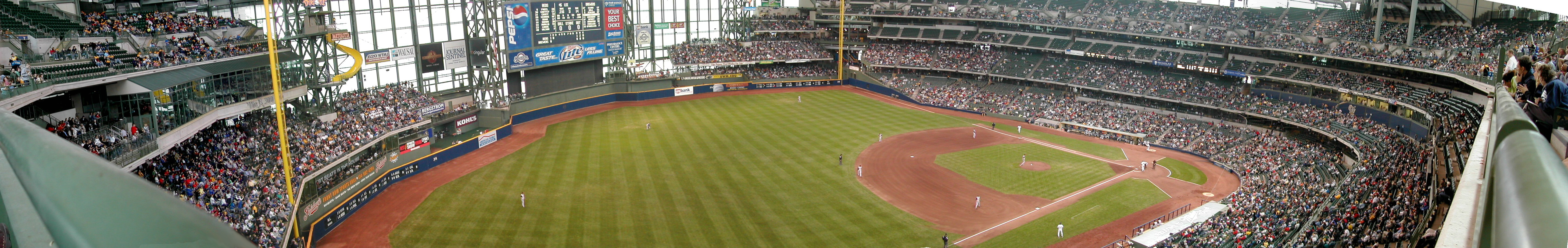

## Description
De l'extérieur, le stade est une grande structure avec des façades de brique rouge, des fenêtres arquées, et une Tour de l'Horloge à l'entrée principale. Des statues des icônes de Milwaukee, telles que Hank Aaron sont exposées près du stade. Le plus impressionnant est le toit rétractable. Ses 12 000 tonnes réparties en sept panneaux coulisants sont de conception unique. Il peut s'ouvrir ou se fermer en dix minutes et repose à 53 mètres au-dessus du terrain de jeu. Le Miller Park n'est pas climatisé. Cependant un système de circulation d'air garde l'intérieur du stade trente degrés au-dessus de la température extérieure quand le toit est fermé pour maintenir les spectateurs au chaud lors des nuits fraîches.
Le stade a une capacité d'environ 42 000 places comprenant la tribune principale de quatre rangées et le reste. Les places additionnelles sont situées dans le champ droit. Les "Uecker Seats", appelés comme l'animateur légendaire des Brewers Bob Uecker, sont situés dans le upper deck terrace level et coûtent seulement $1 car les sièges ont une vue obstruée provoquée par le pivot de toit. Un énorme tableau d'affichage video est dans le champ central. Des tableaux indicateurs manuels sont situés sur les murs du champ gauche et droite et ils affichent les résultats des autres matchs de la MLB.
Avec le déménagement du County Stadium au Miller Park, est venu la nouvelle mascotte de l'équipe, Bernie Brewer (Bernie le Brasseur), et le Klement's Sausage Race (course de mascottes) avec Brett Wurst, Stosh Jonjak, Guido, Frankie Furter et Cinco. Une nouvelle maison avec un toboggan a été établie pour Bernie et est située dans le champ gauche. Le stade a beaucoup d'agréments qui ne pourraient pas être trouvés au County Stadium. Le Brewers Hall of Fame (Temple de la renommée des Brewers), la zone de jeux des enfants et les patios en plein air sont dans le Miller Park. Les spectateurs peuvent apprécier un dîner et un match au T.G.I. Friday's Front Row Sports Grill et le .300 Club qui se trouve dans le secteur du champ gauche est aussi connu sous le nom de The Front Row. Le futur semble prometteur pour les Brewers de Milwaukee et leurs fans.

## Événements
- Match des étoiles de la Ligue majeure de baseball 2002, 9 juillet 2002
- United States Bowling Congress, 28 octobre 2007

## Dimensions
- Left Field (Champ gauche) - 344 pieds (104,5 mètres)
- Left-Center - 371 ' (113 m)
- Center Field (Champ central) - 400 ' (122 m)
- Right-Center - 374 ' (114 m)
- Right Field (Champ droit) - 345 ' (105,2 m)

## Galerie

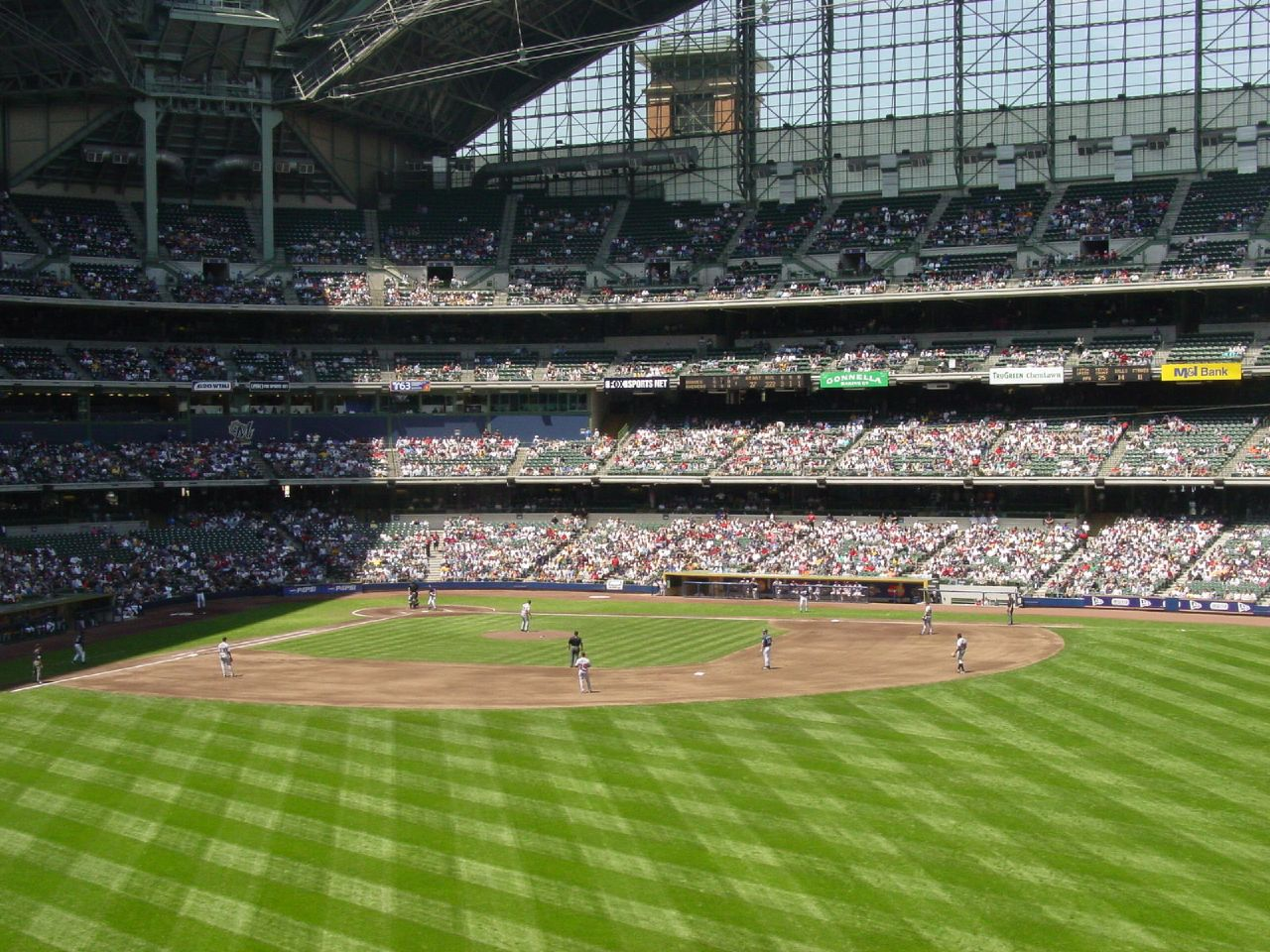
Brewers contre Braves
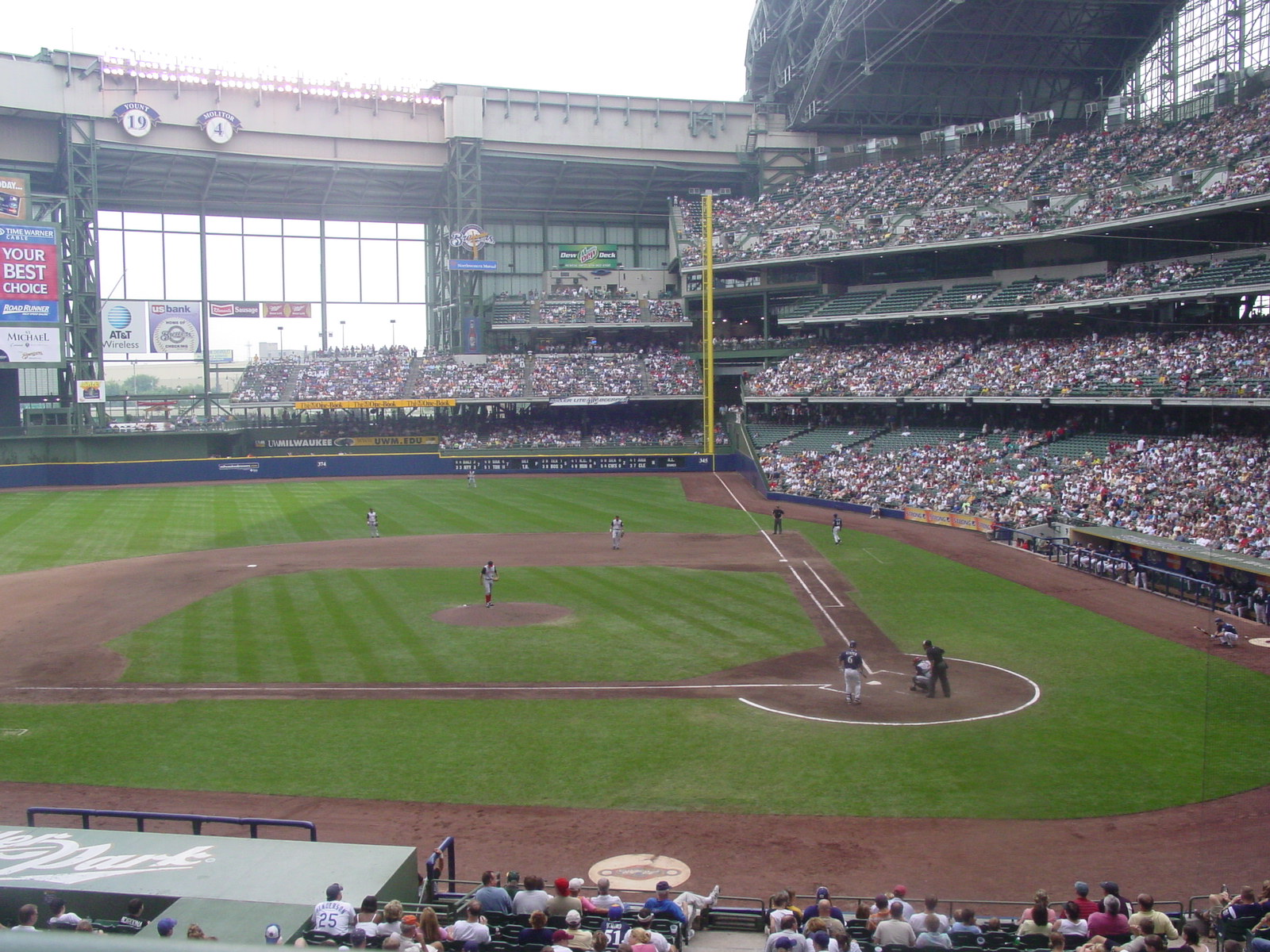
Vue intérieure
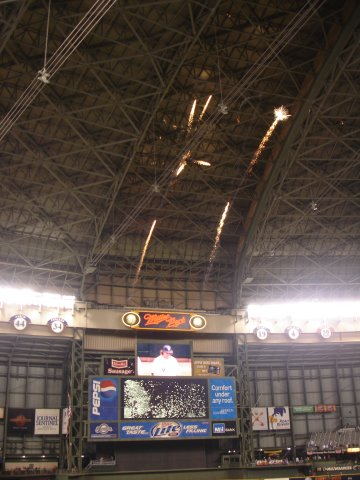
Toit fermé
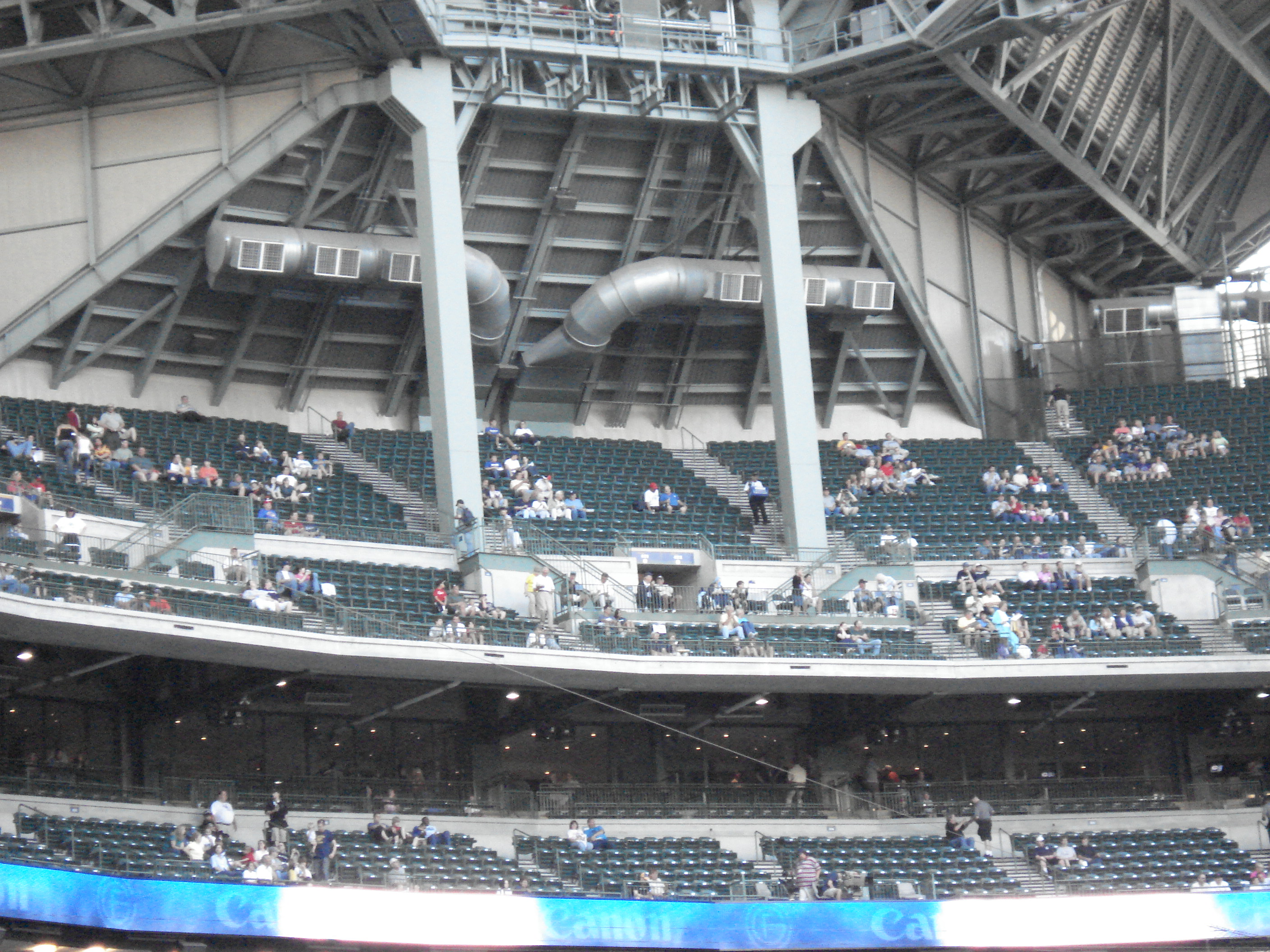
Uecker Seats (2007)
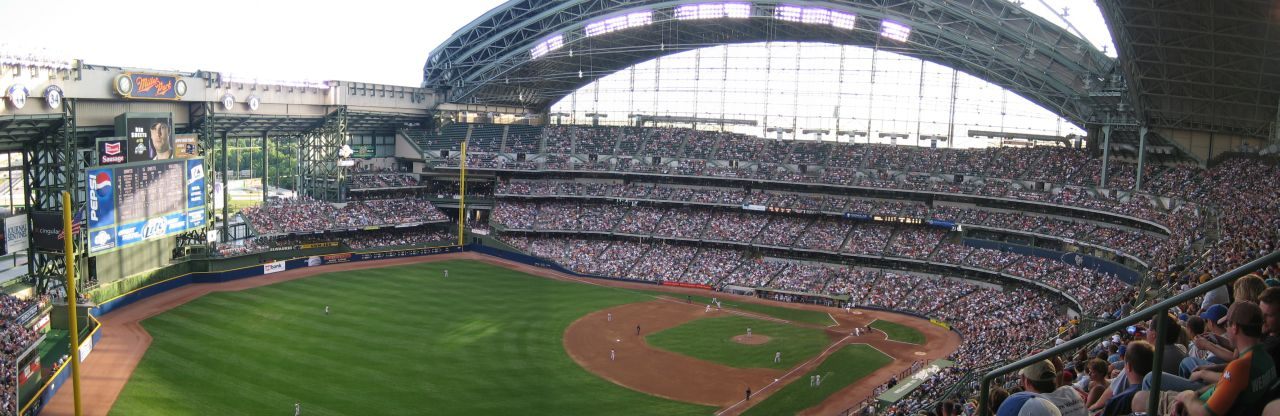
Panorama (2005)
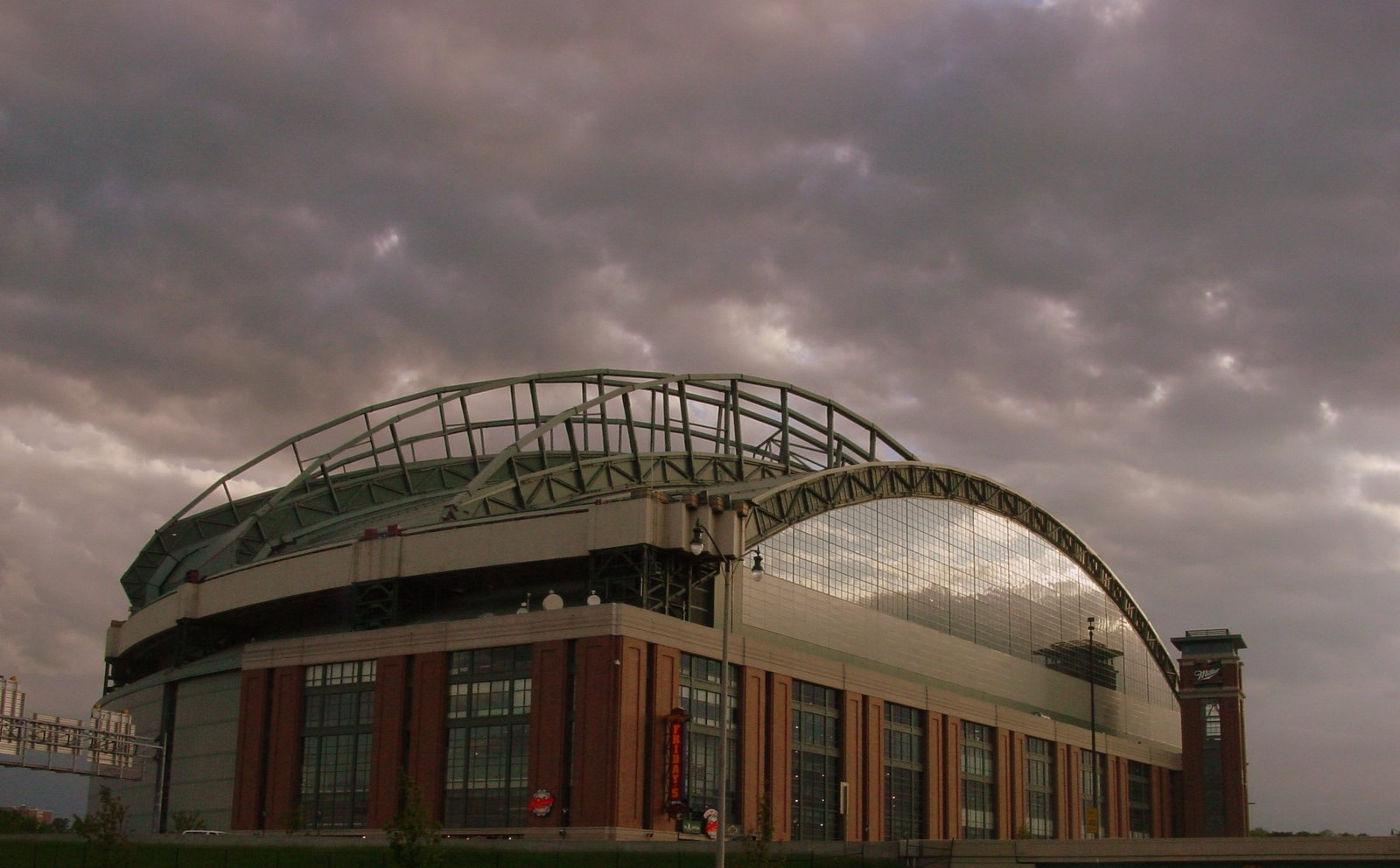
Vue extérieure (2005)
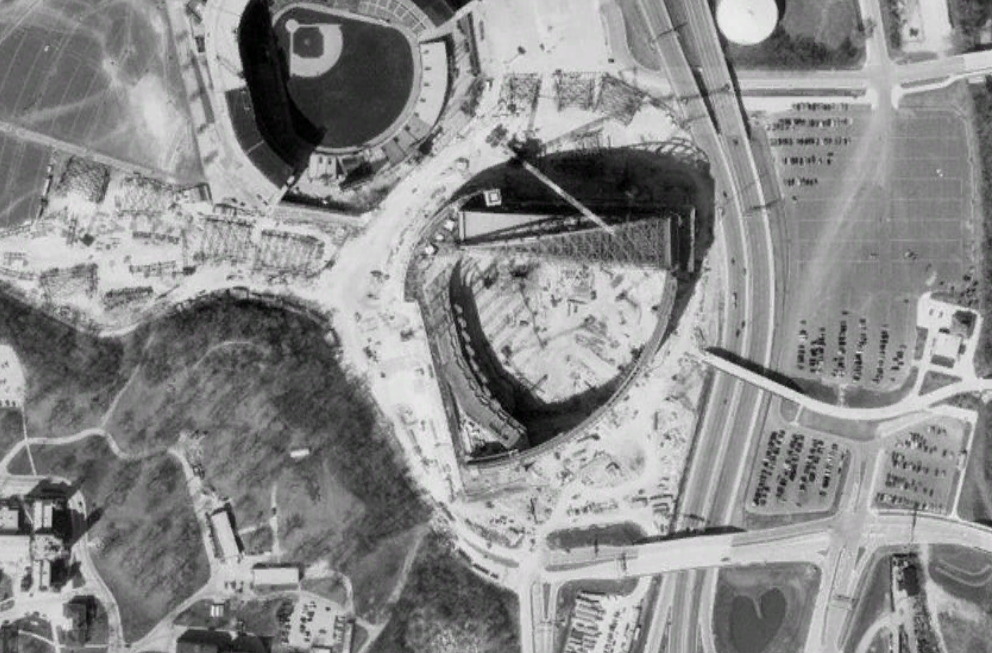
Image satellite (31/3/2000)
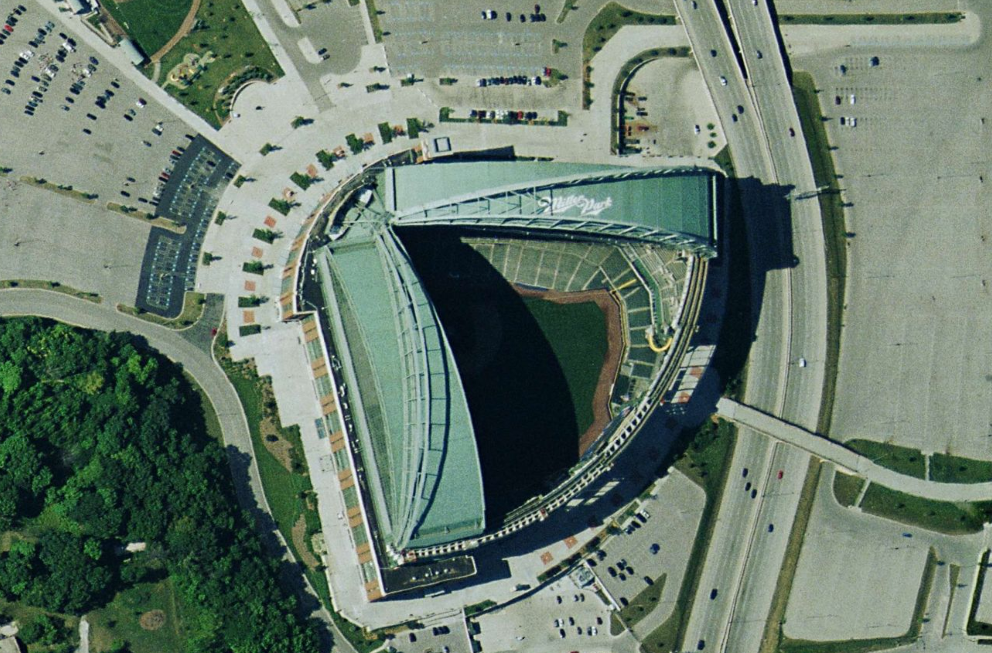
Image satellite